# The Tender Hearted Sheriff
The Tender Hearted Sheriff è un cortometraggio del 1914 diretto da Allen Curtis e interpretato da Louise Fazenda. Prodotto e distribuito dall'Universal Film Manufacturing Company, il film uscì in sala il 21 febbraio 1914.